# Сентінел-Бютт (Північна Дакота)
Сентінел-Бютт (англ. Sentinel Butte) — місто (англ. city) в США, в окрузі Голден-Веллі штату Північна Дакота. Населення — 61 особа (2020).

## Географія
Сентінел-Бютт розташований за координатами 46°55′10″ пн. ш. 103°50′26″ зх. д. / 46.91944° пн. ш. 103.84056° зх. д. (46.919440, -103.840590).  За даними Бюро перепису населення США в 2010 році місто мало площу 2,74 км², з яких 2,69 км² — суходіл та 0,04 км² — водойми.

## Демографія
Згідно з переписом 2010 року, у місті мешкало 56 осіб у 30 домогосподарствах у складі 17 родин. Густота населення становила 20 осіб/км².  Було 38 помешкань (14/км²).
Расовий склад населення:
| - 100,0 % — білих |

До двох чи більше рас належало 0,0 %. Частка іспаномовних становила 0,0 % від усіх жителів.
За віковим діапазоном населення розподілялося таким чином: 5,4 % — особи молодші 18 років, 60,7 % — особи у віці 18—64 років, 33,9 % — особи у віці 65 років та старші. Медіана віку мешканця становила 56,8 року. На 100 осіб жіночої статі у місті припадало 107,4 чоловіків;  на 100 жінок у віці від 18 років та старших — 103,8 чоловіків також старших 18 років.
Медіана доходів становила 41 250 доларів для чоловіків та 38 750 доларів для жінок. За межею бідності перебувало 3,3 % осіб, у тому числі 0,0 % дітей у віці до 18 років та 9,1 % осіб у віці 65 років та старших.
Цивільне працевлаштоване населення становило 48 осіб. Основні галузі зайнятості: сільське господарство, лісництво, риболовля — 16,7 %, роздрібна торгівля — 14,6 %, будівництво — 14,6 %.